# Strichelkehlsopranist
Der Strichelkehlsopranist (Arcanator orostruthus), früher als Bülbultimalie oder Namuli-Laubbülbül bezeichnet, ist eine Vogelart aus der monotypischen Gattung Arcanator innerhalb der Familie der Sopranisten (Modulatricidae). Sie kommt in drei Unterarten in Mosambik und Tansania vor.

## Beschreibung
Der Strichelkehlsopranist erreicht eine Größe von 17 bis 19 Zentimetern. Die Nominatform Arcanator orostruthus orostruthus hat einen dunklen rötlich-oliven Scheitel. Die Zügel, die Wangen, die Ohrdecken, die Nackenseiten und die Oberseite sind dunkeloliv. Die Oberflügeldecken sind rötlich-braun mit helleren Fransen. Der Schwanz ist schokoladen-kastanienbraun. Das Kinn, die Region unterhalb des Bartstreifs und die Kehle sind hellgelb mit einer undeutlichen weichen gräulich-oliven Fleckenzeichnung. Die Brust und die Flanken sind etwas stärker gelblich mit langen, breiten weichrandigen gräulich-oliven Strähnen. Die Bauchmitte ist hellgelb mit gräulich-oliven Flecken. Oberschenkel und Steiß sind hellgelblich. Die Iris ist braun oder rötlich braun. Der Schnabel ist schwarzbraun mit einer hellen Basis am Unterkiefer. Die Beine sind rosagrau. Die Geschlechter sehen gleich aus. Bei den Jungvögeln ist die Unterseite mehr einfarbig oliv als gelblich. Bei der Rasse Arcanator orostruthus amani fehlt die rötliche Tönung an den Hand- und Arm-Schwingen, am Bürzel und am Scheitel. Der Schwanz ist dunkler als bei der Nominatform. Die Rasse Arcanator orostruthus sanjei sieht der Unterart Arcanator orostruthus amani sehr ähnlich. Der Schwanz ist jedoch dunkel bräunlicholiv mit einer minimalen kastanienfarbenen Tönung und die Brust ist stärker getüpfelt. Die Flanken sind durchgehend dunkeloliv und der Schnabel hat eine breitere Basis. Der Gesang besteht aus einem klaren flötenartig gepfiffenen hooo ree aber auch aus vielen anderen variierten Pfiffen und Phrasen, von denen manche sehr pirolartig klingen.

## Verbreitung und Lebensraum
Die Nominatform Arcanator orostruthus orostruthus ist in den Wäldern am Monte Namuli im nördlichen Mosambik endemisch. Die Unterart Arcanator orostruthus amani kommt im östlichen Usambara-Gebirge im nördlichen Tansania, insbesondere im Amani Nature Reserve, vor. Die Rasse Arcanator orostruthus sanjei ist vom Udzungwa-Gebirge im südlichen Tansania bekannt. Der Lebensraum sind ungestörte, feuchte, dichte, immergrüne Bergwälder, insbesondere neben Flussläufen in Höhenlagen zwischen 900 und 1800 m. Am Monte Namuli bewohnt sie die Wälder zwischen 1500 und 1800 m Höhe und im Udzungwa-Gebirge kommt sie zwischen 1450 und 1720 m vor. Die Bülbültimalie bevorzugt Gegenden mit verstreuten hohen Kräutern aber auch Plätze, wo der offene Waldboden mit dichten Korridoren von Sträuchern, Kräutern und Ingwer umgeben ist.

## Nahrung
Der Strichelkehlsopranist ist territorial und verlässt nur bei starken Störungen sein Revier. Er geht auf dem Boden auf Nahrungssuche. Die Nahrung besteht aus Wirbellosen, insbesondere aus Insekten, die sie von den Blättern aufsammelt.

## Fortpflanzung
Über das Brutverhalten des Strichelkehlsopranisten ist noch nicht viel bekannt. Während Beobachtungen von erwachsenen Vögeln im Hochzeitskleid im frühen August im östlichen Usambara-Gebirge und im Spätmärz im Udzungwa-Gebirge dokumentiert sind, wurden Jungvögel nur im November entdeckt. Zwischen November und Dezember befinden sich die erwachsenen Vögel in Mosambik in der Brutmauser.

## Status
Der Wald am Monte Namuli ist gegenwärtig noch größtenteils intakt. Die unteren Hänge sind jedoch schon dicht besiedelt und gerodet. Eine Straße, die nahe am Gipfel verläuft, ist zurzeit im Bau und könnte zu einer weiträumigen Ausbeutung der Region führen. Im Usambara-Gebirge stehen die Wälder innerhalb und außerhalb der Schutzgebiete unter einem enormen Druck der ständig wachsenden Bevölkerung, und viele Waldgebiete sind schon stark fragmentiert. Die Wälder in mehreren Gegenden des Udzungwa-Gebirges werden wegen der Nutzholzgewinnung oder der landwirtschaftlichen Bodennutzung in zunehmender Weise gerodet. In Mosambik wurden zwei bis drei singende Vögel pro Hektar im Ukalini-Wald sowie Populationen in den südlichen Wäldern zwischen dem Monte Namuli und Gurue festgestellt. Die Unterart sanjei kommt in sieben bewaldeten Regionen an den Steilhängen des Udzungwa-Gebirges vor und wurde 1990 auf eine Population von etwa 10.000 Exemplaren geschätzt. Von der Unterart amani im östlichen Usambara-Gebirge wurde die Population im Jahre 1990 zwischen mehreren hundert und mehreren tausend Exemplaren geschätzt (abhängig vom Grad, inwieweit das Taxon auf die Amani-Region beschränkt ist). Insgesamt geht BirdLife International von einem Bestand zwischen 10.000 und 20.000 Individuen aus und stuft die Art als gefährdet (vulnerable) ein.

## Systematik
Die phylogenetischen Beziehungen des Strichelkehlsopranisten waren lange Zeit unklar. Bei der wissenschaftlichen Erstbeschreibung durch Jack Vincent im Jahre 1933 wurde der Strichelkehlsopranist noch in die Gattung Phyllastrephus innerhalb der Familie der Bülbüls gestellt. 1964 klassifizierte Sidney Dillon Ripley die Art in die neue Gattung Modulatrix innerhalb der Familie der Drosseln. 1986 stellten Phillip Alexander Clancey und Michael Patrick Stuart Irwin das Taxon in die monotypische Gattung Arcanator innerhalb der Familie der Timalien. Jüngste Molekularuntersuchungen zeigten jedoch, dass der Strichelkehlsopranist nahe mit den Honigvögeln (Promeropidae) verwandt ist. Nach einer weiteren Studie aus dem Jahre 2008 transferierte der IOC der Strichelkehlsopranist im Jahr 2010 in die Familie der Honigvögel. Im Jahr 2015 wurde die neue Familie Modulatricidae für die monotypischen Gattungen Arcanator, Modulatrix und Kakamega aufgestellt. Diese Klassifikation wurde im Jahr 2016 vom Handbook of the Birds of the World, von BirdLife International, von der IUCN und vom International Ornithological Congress übernommen.